# Gmelinita-Ca
La gmelinita-Ca és un mineral de la classe dels silicats, que pertany al grup de les zeolites. Rep el seu nom del mineralogista i químic alemany Christian Gottlob Gmelin (1792-1860), de la Universitat de Tübingen, Alemanya.

## Característiques
La gmelinita-Ca és un silicat de fórmula química Ca₂(Si₈Al₄)O₂₄·11H₂O. Cristal·litza en el sistema hexagonal. La seva duresa a l'escala de Mohs és 4,5. És el membre amb calci dominant de la sèrie de la gmelinita.
Segons la classificació de Nickel-Strunz, la gmelinita-Ca pertany a «02.GD: Tectosilicats amb H₂O zeolítica; cadenes de 6-enllaços – zeolites tabulars» juntament amb els següents minerals: gmelinita-K, gmelinita-Na, willhendersonita, cabazita-Ca, cabazita-K, cabazita-Na, cabazita-Sr, cabazita-Mg, levyna-Ca, levyna-Na, bellbergita, erionita-Ca, erionita-K, erionita-Na, offretita, wenkita, faujasita-Ca, faujasita-Mg, faujasita-Na, maricopaïta, mordenita, dachiardita-Ca, dachiardita-Na, epistilbita, ferrierita-K, ferrierita-Mg, ferrierita-Na i bikitaïta.

## Formació i jaciments
Va ser descoberta al mont Nero, a San Pietro, Montecchio Maggiore, a la província de Vicenza (Vèneto, Itàlia).